# حملة العمل العلاجي

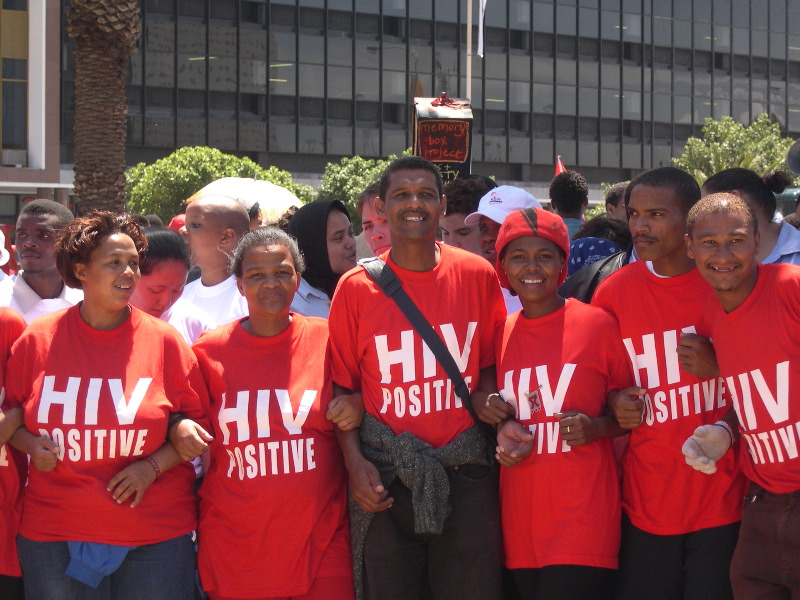
صورة من مسيرة حملة العمل العلاجي على البرلمان ، فبراير 2003 - صورة من موقع حملة العمل العلاجي.

حملة العمل العلاجي هي منظمة ناشطين في مجال فيروس نقص المناعة البشرية / الإيدز في جنوب إفريقيا شاركت في تأسيسها الناشطة المصابة بفيروس نقص المناعة البشرية زكي أشمات في عام 1998. إن هذه الحملة متجذرة في الخبرات وأساليب العمل المباشر وخلفية مناهضة الفصل العنصري لمؤسسها. يُنسب الفضل إلى هذه الحملة في إجبار الحكومة المترددة لرئيس جنوب إفريقيا السابق ثابو مبيكي على البدء في إتاحة الأدوية المضادة للفيروسات العكوسة لجنوب إفريقيا.

## التأسيس
انطلقت حملة العمل العلاجي في 10 كانون الأول / ديسمبر 1998، اليوم الدولي لحقوق الإنسان. زكي أشمات، الذي وصفته صحيفة نيويوركر بـ «أهم منشق في البلاد منذ نيلسون مانديلا»، انضم إلى مجموعة من عشرة نشطاء آخرين لتأسيس المجموعة بعد وفاة الناشط الحقوقي المناهض للفصل العنصري سيمون نكولي بسبب الإيدز كان العلاج المضاد للفيروسات العكوسة عالي النشاط متاحًا لأثرياء جنوب إفريقيا. بعد ذلك بوقت قصير، وبسبب مقتل الناشط المصاب بفيروس نقص المناعة البشرية غوغو دلاميني، بدأ أعضاء المجموعة الجديدة المصابون بفيروس نقص المناعة البشرية والمصابون بفيروس نقص المناعة البشرية بارتداء قمصان المجموعة الشهيرة الآن مع عبارة «إيجابية لفيروس نقص المناعة البشرية» مطبوعة بجرأة في المقدمة، إستراتيجية مستوحاة من قصة ملفقة للملك الدنماركي وهو يرتدي النجمة الصفراء التي تميز اليهود تحت الاحتلال النازي. كما اشتهر أشمات بتعهده بعدم تناول الأدوية المضادة للفيروسات الرجعية حتى يتمكن جميع سكان جنوب إفريقيا من الحصول عليها.
سرعان ما تفوقت بدايتها بين مجموعة صغيرة من نشطاء كيب تاون، كان لدى عدد منهم جذور سياسية في اتجاه العمال الماركسيين في حزب المؤتمر الوطني الأفريقي، أصبحت TAC مجموعة ذات قاعدة أوسع بكثير، مع وجود فصول في العديد من مناطق البلاد ودائرة من السود والفقراء إلى حد كبير. تقوم المجموعة بحملات لزيادة الوصول إلى علاج فيروس نقص المناعة البشرية لجميع سكان جنوب إفريقيا من خلال زيادة الوعي العام والفهم حول القضايا المحيطة بتوافر علاجات فيروس نقص المناعة البشرية والقدرة على تحمل تكاليفها واستخدامها.
تنتج حملة العمل العلاجي، المساواة في المعاملة، وهي مجلة مخصصة لقضايا فيروس نقص المناعة البشرية والصحة.

## مقاضاة الحكومة
واجهت الحملة أولاً حكومة جنوب إفريقيا لعدم ضمان توفير الوقاية من انتقال العدوى من الأم إلى الطفل للأمهات الحوامل. وقد ربحت هذه القضية على أساس الضمان الدستوري لجنوب أفريقيا للحق في الرعاية الصحية، وأمرت الحكومة بتقديم برامج انتقال العدوى من الأم إلى الطفل في العيادات العامة. كما ساعدت هذه الحملة الحكومة من خلال الدفاع عنها في القضية المرفوعة ضد الحكومة من قبل صناعة الأدوية. دخلت هذه الحملة القضية كصديق صديق للمحكمة، وقدمت ملخصًا لصالح موقف الحكومة. على الرغم من أن انسحاب شركات الأدوية من هذه الحالة أدى إلى انتصار حكومي، إلا أن الحكومة لم تبدي أي اهتمام في توفير الوصول إلى الأدوية المضادة للفيروسات الرجعية التي سمح بها انتصارها.
في الواقع، بعيدًا عن اعتناق فوزهم المشترك ضد حقوق براءات الاختراع للشركات متعددة الجنسيات التي لم تكن توفر الأدوية بأسعار معقولة، بدأ الرئيس ثابو مبيكي في الترويج لرأي إنكار الإيدز بأن فيروس نقص المناعة البشرية قد لا يسبب الإيدز، وأن أدوية الإيدز أكثر سمية من المساعدة، إنكار الإيدز الأجنبية تقديم المشورة لحكومته.

## حملة للوصول إلى الأدوية المضادة للفيروسات الرجعية
وفقًا لمؤسس هذه الحملة، مات مليونا من جنوب إفريقيا قبل الأوان بسبب الإيدز خلال فترة الرئيس السابق مبيكي، وكان من الممكن منع العديد من هذه الوفيات من خلال التنفيذ في الوقت المناسب للحصول على الأدوية المضادة لفيروس نقص المناعة البشرية.
بعد انتصاراتهم القانونية، ومواجهة الرفض المستمر من قبل الحكومة لإتاحة مضادات الفيروسات القهقرية، بدأت هذه الحملة حملة للوصول الشامل إلى علاج الإيدز من خلال نظام الصحة العامة. في مؤتمر وطني في عام 2002، قررت الجماعة مواجهة الحكومة بشأن هذه المسألة، حيث قامت أولاً بمسيرة قوامها آلاف الأشخاص للبرلمان في فبراير 2003، ثم بدأت حملة العصيان المدني في مارس 2003. بعد تأكيدات من أشخاص داخل الحكومة على خطة علاجية وشيكة، علقت هذه الحملة. حملة العصيان المدني.
في صيف عام 2003، حصلت هذه الحملة على تقرير حكومي مُعمم داخليًا وسرَّبته يوضح أن العلاج سيكون فعالًا من حيث التكلفة عن طريق الحد من تكاليف الاستشفاء المكلفة داخل النظام الصحي للقطاع العام؛ ومع ذلك، فإن الحكومة لم تؤيد التقرير وأدان التسرب. في أغسطس 2003، صوتت هذه الحملة في مؤتمرها السنوي التالي لاستئناف العصيان المدني. كما صوت أعضاء هذه الحملة على توصية أحمد بأخذ أدويته، وهو ما وافق على أن يفعله. في الوقت نفسه، بدأت هذه الحملة مشروع علاج لتوزيع الأدوية على نشطاءها وأفراد المجتمع الآخرين.
بعد فترة وجيزة من المؤتمر، وقبل استئناف حملة العصيان المدني، صوت مجلس الوزراء على بدء تطبيق الأدوية المضادة للفيروسات الرجعية من خلال العيادات الصحية في القطاع العام. في نظام جنوب إفريقيا، يمكن لمجلس الوزراء أن يبطل الرئيس، ويبدو أنه فعل ذلك في هذه الحالة.
على الرغم من تصويت مجلس الوزراء على إعادة التأكيد على أن سياسة الإيدز في جنوب إفريقيا تستند إلى الدليل على أن فيروس نقص المناعة البشرية يسبب الإيدز، استمر الرئيس السابق ثابو مبيكي في دعم موقف إنكار الإيدز، كما فعل وزير الصحة، مانتو تشابالالا - مسيمانج. وشدد وزير الصحة بشكل خاص على التغذية كبديل للعلاج المضاد للفيروسات العكوسة. بصفتها أكبر مسؤول صحة في جنوب إفريقيا، كانت هدفًا خاصًا لنشاط هذه الحملة. تم عزل تشابالالا-مسيمانج كوزير للصحة في سبتمبر 2008 بعد أن ترك الرئيس مبيكي منصبه، وهي خطوة أشادت بها حملة العمل العلاجي.
على الرغم من أن الحصول على الأدوية المضادة للفيروسات الرجعية أصبح الآن سياسة رسمية، إلا أن تنفيذه كان متقطعاً. تواصل TAC احتجاج ومقاضاة الحكومة (العمل مع مشروع قانون الإيدز) من أجل الاستمرار في التأثير على سرعة ونهج الطرح. [بحاجة لمصدر]

## مؤتمر جمعية الإيدز الدولية لعام 2006 ويوم العمل العالمي
في المؤتمر السادس عشر لجمعية الإيدز الدولية في تورنتو، 13-18 أغسطس 2006، كان لـهذه الحملة حضور كبير. قدم العديد من موظفي TAC في ندوات وجلسات ترأس، وأبرزها سكرتير هذه الحملة (سيفو مثاثي) وأمين الخزانة (مارك هيوود). كان هيوود أحد أعضاء اللجنة في جلسة عامة اشترك في رئاستها سانجاي جوبتا عضو شبكة CNN بعنوان «حان وقت التسليم: سعر التقاعس». وقرب نهاية الجلسة، خرج أنصار الحملة، الذين كان الكثير منهم يرتدون القمصان المميزة «إيجابية فيروس نقص المناعة البشرية»، إلى خشبة المسرح خلف اللوحة، وكانوا يحملون لافتات بصمت تحتوي على رسائل مثل «فاير مانتو»، في إشارة إلى وزير الصحة الذي كان حاضرا.
كما استولى أعضاء وأنصار هذه الحملة على جناح حكومة جنوب إفريقيا في منطقة العارضين. احتوى الكشك على أوعية من الليمون والثوم، زعم وزير الصحة أنها تساهم في مكافحة فيروس نقص المناعة البشرية. مر أعضاء هذه الحملة حول هذه العناصر بسخرية، ودمى داخل المقصورة، مما جذب الانتباه إلى إنفاق حكومة جنوب أفريقيا على المقصورة المتقنة وعدم الالتزام المقابل بخطة العلاج الوطنية.
خلال مراسم اختتام المؤتمر، أشار مبعوث الأمم المتحدة الخاص المعني بفيروس نقص المناعة البشرية / الإيدز في أفريقيا ستيفن لويس إلى فشل استجابة جنوب أفريقيا لفيروس نقص المناعة البشرية / الإيدز، واصفا أفعالهم بأنها «[أكثر] جديرة بالجنون المجنون أكثر من اهتمام وعاطف. حالة.» كما أعلن أنه تم في وقت سابق من صباح اليوم اعتقال زكي أشمات و 44 آخرين بتهمة احتلال مكاتب مقاطعة في كيب تاون احتجاجًا على فشل الحكومة في معاملة السجناء بمضادات الفيروسات العكوسة، ولا سيما وفاة أحد المدعين في القضية القانونية مؤخرًا. ضد الحكومة في هذا الشأن.
بعد اختتام المؤتمر، أعلنت الحملة يوم العمل العالمي ليوم الخميس 24 أغسطس 2006. نظمت أنصار هذه الحملة والمتعاطفون معهم مظاهرات ومسيرات في الولايات المتحدة وكندا والبرازيل والصين. في جنوب إفريقيا، استخدمت الشرطة رذاذ الفلفل على المتظاهرين في مبنى إدارة الخدمات الإصلاحية في وسط كيب تاون، على الرغم من عدم إصابة أحد بجروح خطيرة. لم تقابل احتجاجات مماثلة في غوتنغ وكيب كيب وليمبوبو وكوازولو ناتال بالعنف. شارك أكثر من 2000 شخص في المظاهرات. كان هدف هذه الحملة هو تلبية مطالبها الخمسة، والتي تشمل عقد اجتماع وطني وخطة لأزمة فيروس نقص المناعة البشرية / الإيدز، وعزل وزير الصحة، والمعاملة الفورية للسجناء، واحترام سيادة القانون والدستور، وبناء خدمة صحة الناس.